# Uwe Bleyl
Uwe Bleyl (* 28. Oktober 1936 in Kiel; † 21. Dezember 2016 in Mannheim) war ein deutscher Pathologe.

## Leben
Bleyl studierte an der Ludwig-Maximilians-Universität München, der Universität Hamburg und der Christian-Albrechts-Universität zu Kiel Medizin. 1959 wurde er im Corps Saxonia Kiel aktiv. 1961 wurde er in Kiel zum Dr. med. promoviert. Die Ausbildung zum Pathologen durchlief er im Städtischen Klinikum Karlsruhe und an der Ruprecht-Karls-Universität Heidelberg. 1968 habilitierte er sich bei Wilhelm Doerr. 1975 wurde er von der Universität Heidelberg auf den Mannheimer Lehrstuhl für Allgemeine Pathologie und pathologische Anatomie berufen und zum Direktor des Pathologischen Instituts im nachmaligen Universitätsklinikum Mannheim ernannt. Bereits zu Beginn der 1990er Jahre baute er die molekularpathologische Diagnostik auf. Nach drei Jahren als Prodekan wurde er 1980 zum Dekan der Mannheimer Medizinischen Fakultät gewählt. Der Senat der Universität Heidelberg wählte ihn 1983 zum Prorektor. Von 1987 bis 1992 war Bleyl Ärztlicher Direktor des Mannheimer Klinikums. 2005 trat er in den Ruhestand. 

## Ehrungen
- Verdienstorden der Bundesrepublik Deutschland Verdienstkreuz am Bande